# Dolichoderus goudiei
Dolichoderus goudiei är en myrart som beskrevs av Clark 1930. Dolichoderus goudiei ingår i släktet Dolichoderus och familjen myror. Inga underarter finns listade i Catalogue of Life.